# Verpeilhütte
Die Verpeilhütte ist eine Schutzhütte der Kategorie I der Sektion Frankfurt am Main des Deutschen Alpenvereins (DAV). Sie liegt im österreichischen Bundesland Tirol, im Verpeiltal (aus dem Rätoromanischen: verpeil für „verriegelt/versperrt“), einem vom Kaunertal nach Osten abzweigenden Hochtal, westlich des Kaunergrats in den Ötztaler Alpen auf 2016 m ü. A.
Die Hütte liegt nordwestlich der Verpeilspitze.

## Geschichte
Die Verpeilhütte wurde ab 1903 erbaut, am 16. Juli 1906 eröffnet, 1959, 1965 und 1976 erweitert sowie 2017/18 generalsaniert.

## Aufstieg
- Vom Dorfzentrum Feichten über Fahrweg oder Steig, Gehzeit: 2 Stunden.
- Vom Weiler Unterhäuser (Bushaltestelle Gh. Jägerhof) über Steig, Gehzeit 2 Stunden.
- Von der Verpeilalm, 1835 m Zufahrt über Forstweg von Feichten, 30 Minuten.

## Tourenmöglichkeiten
- Schweikert, 2881 m, Gehzeit: 2½ Stunden
- Hochrinnegg, 3027 m und 3067 m, Gehzeit: 3½ Stunden
- Gsallkopf, 3278 m, Gehzeit: 4 Stunden
- Rofelewand, 3354 m, Gehzeit: 4 Stunden
- Totenkarköpfl, 3193 m, Gehzeit: 4 Stunden
- Sonnenkögel, 3163 m (Östlicher), 3130 m (Mittlerer), 3008 m (Westlicher), Gehzeit: 4 Stunden
- Verpeilspitze, 3425 m
- Schwabenkopf, 3379 m, Gehzeit: 4 Stunden
- Madatschtürme, 2829 m (Östlicher), 2837 m (Mittlerer), 2777 m (Westlicher), Überschreitung: 4½ Stunden
- Watzespitze, 3533 m (Hauptgipfel), 3503 m (Südgipfel)

## Wanderungen
- Mooskopf, 2532 m Gehzeit: 1½ Stunden
- Madatschkopf, 2783 m Gehzeit: 2 Stunden
- Schweikertferner

## Verbindungswege
- Über das Verpeiljoch (auch Neururer Joch) ins Pitztal.
- Über das Madatschjoch zur Kaunergrathütte.

## Karte
- Alpenvereinskarte 1:25.000, Blatt 30/3, Ötztaler Alpen - Kaunergrat